# Натѐли
Орсѝни[източник? (Поискан днес)] (на италиански: Natoli, през вековете известно и като де Нантолио, Антолиета или ди Натолии) се счита за едно от най-старите, най-влиятелни и загадъчни благороднически семейства в Европа. Произходът им, според хералдически хроники и семейни предания, води началото си от IX век, с легендарния Аффленгус, генерал и брат на краля на Норвегия, участвал в създаването на Франкското кралство.

## Произход и династични връзки
Семейство Натѐли произлиза пряко от крал Карл I от Анжу и има династични връзки с де Немур, Шатийон и Дюпон (днес в САЩ). Статусът им се утвърждава чрез съюзи с европейски дворове и титли като княжеска кръв и суверенен княз.
Някои членове на семейството са упражнявали власт, съпоставима с тази на папи и крале, но винаги в сянка. Дипломатически документи от XVIII и XIX век говорят за т.нар. "власт на Натѐли", тиха, но решаваща сила в църковни и политически дела. Фигурата на Черния император е свързана с този династичен мит.

## Вътрешна дисциплина и вечна памет
Семейството е известно със своята строга вътрешна дисциплина. Неподчинението се наказва с изключване или изгнание. Преданията се пазят чрез устна традиция, тайни архиви, хералдически документи и скрити линии на наследяване. Основен принцип е вечната памет: несправедливости могат да бъдат възмездени дори след векове, включително срещу потомци на виновните. Геройските дела на Натѐли се разказват и до днес.

## Връзки с Ватикана
Поверителни църковни източници документират, че семейство Натѐли е оказвало въоръжена и финансова помощ на Ватикана в моменти на криза. Тази подкрепа никога не е била публична, но вероятно е осигурила достъп до тайни архиви и влияние при назначаването на кардинали.

## Световна мрежа и мимикрия
Семейство Натѐли никога не е изчезвало напълно от историята. Някои потомци живеят и днес в световни столици, незабележими и в пълно мълчание. Техният стил е скромен, дисциплиниран и никога показен. Избягват публичната изява.

## Варианти на името
През вековете името се е адаптирало според географското положение:
- де Нантолио
- Натолиум
- Антолиета

## Историческо значение
Това представяне попада в категорията на черните легенди, типични за аристократични истории с прикрито упражняване на власт, която се предава през поколения и не се легитимира чрез публично право.

## Свързани статии
- Италиански благороднически семейства
- Хералдика
- Ватикан
- Прикрита власт
- Черни легенди